# Paratrixoscelis oedipus
Paratrixoscelis oedipus är en tvåvingeart som först beskrevs av Becker 1907.  Paratrixoscelis oedipus ingår i släktet Paratrixoscelis och familjen myllflugor. Inga underarter finns listade i Catalogue of Life.